# Teleochytis porphyrorphna
Teleochytis porphyrorphna är en fjärilsart som beskrevs av Edward Meyrick 1933. Teleochytis porphyrorphna ingår i släktet Teleochytis, och familjen mott. Inga underarter finns listade i Catalogue of Life.